# Donna (Texas)
Donna is een plaats (city) in de Amerikaanse staat Texas, en valt bestuurlijk gezien onder Hidalgo County.

## Demografie
Bij de volkstelling in 2000 werd het aantal inwoners vastgesteld op 14.768.
In 2006 is het aantal inwoners door het United States Census Bureau geschat op 16.449, een stijging van 1681 (11,4%).

## Geografie
Volgens het United States Census Bureau beslaat de plaats een oppervlakte van
13,1 km², geheel bestaande uit land. Donna ligt op ongeveer 24 m boven zeeniveau.

## Plaatsen in de nabije omgeving
De onderstaande figuur toont nabijgelegen plaatsen in een straal van 8 km rond Donna.